# ماري بومونت (مؤلفة)
ماري بومونت (بالإنجليزية: Mary Beaumont)‏ (1849 - 1910)؛ كاتِبة وشاعرة بريطانية.